# Ендру Хауард
Ендру Хауард (енгл. Andrew Howard; рођен у Кардифу, Гламорган, 12. јуна 1969), велшки је телевизијски, позоришни и филмски глумац и сценариста.
Познат по тумачењу различитих руских ликова у америчким и европским филмовима: од Петра Трофимова у филмској адаптацији Чеховљевог Вишњика до убице Максима у блокбастеру 96 сати: У бегу. Једна од његових култних улога је и она бескрупулозног садистичког шерифа у трилеру Пљунем ти на гроб.